# ريغي مكنمارا
ريغي مكنمارا (بالإنجليزية: Reggie McNamara)‏ هو دراج على المضمار أسترالي وأمريكي، ولد في 7 نوفمبر 1888 في سيدني في أستراليا، وتوفي في 10 أكتوبر 1971 في بيلفيل ‏ في الولايات المتحدة.

## وصلات خارجية
- ريغي مكنمارا على موقع أرشيف الدراجات (الإنجليزية)